# Охота за ночным убийцей
«Охота за ночным убийцей» (англ. Manhunt: Search for the Night Stalker) — американский художественный фильм в детективном жанре, поставленный режиссёром Брюсом Сетом Грином. Фильм основан на реальных событиях.

## Сюжет
В одном из американских городов полиция безуспешно пытается найти маньяка-убийцу, орудующего в богатых районах города. Он убивает всех свидетелей, однако полиции удаётся узнать некоторые детали внешности преступника. Собрав все необходимые сведения, полиция готовит на него облаву.